# Aderus lemoulti
Aderus lemoulti é uma espécie de inseto besouro da família Aderidae. Foi descrita cientificamente por Maurice Pic em 1909.

## Distribuição geográfica
Habita na Guiana Francesa.